# Bernard Lamy
Pour les articles homonymes, voir Lamy.
Bernard Lamy, né le 15 juin 1640 au Mans, mort le 29 janvier 1715 à Rouen, est un mathématicien, philosophe  et physicien français.

## Biographie
Fils d’Alain Lamy, sieur de la Fontaine et de Marie Masnier, Lamy fait ses premières études au collège des oratoriens du Mans jusqu’à dix-huit ans. Il étudie pendant un an à Saumur la philosophie puis est admis en 1662 à la congrégation de l'Oratoire, où il se lie d’amitié avec Nicolas Malebranche. Ordonné en 1667, il devient professeur de grammaire, rhétorique et philosophie au collège de Saumur puis à Angers.
C’est dans cette dernière ville que, par une action courageuse et même téméraire, Bernard Lamy se fit connaître pour avoir soutenu la philosophie de Descartes. L’Oratoire avait embrassé dès l’abord la cause cartésienne, mais c’était alors une cause compromise : la faculté de Louvain, la Sorbonne, la Congrégation, de l’Index, le pape Alexandre VII, toutes les autorités compétentes s’étaient prononcées contre les innovations cartésiennes, et les oratoriens eux-mêmes, pour échapper aux censures, c’est-à-dire aux persécutions des thomistes, avaient fini, par adhérer, plus par déférence et soumission que de bonne foi, à une sentence dont il n’était pas en leur pouvoir, de faire changer les termes.
Tous les professeurs oratoriens étaient suspects et surveillés. Bernard Lamy ne l’ignorait pas ; cependant on l’entendit, durant le cours de l’année 1674, proposer et soutenir au collège d’Anjou ses thèses les plus contraires à l’aristotélisme officiel. Le recteur de l’université d’Angers, nommé Rebous, qui était un ardent thomiste, dénonça Lamy, obtint du roi l’ordre de le poursuivre, et l’assigna devant tous les docteurs, tous les régents de la ville et des faubourgs d’Angers.
Aussitôt tous les Angevins, clercs et laïcs, professeurs, magistrats, citoyens, s’agitèrent, parlant, écrivant : requêtes, placets, remontrances en prose, satires en vers parurent à la fois et circulèrent dans toutes les mains, Les esprits délicats se prononçaient pour les cartésiens, mais les thomistes ameutant le vulgaire, le poussèrent même à des actes de violence.
Toute cette agitation ne fut terminée que par un arrêt du conseil d'État, rendu le 2 août 1675 condamna Lamy. Après l’université d'Angers et le conseil d’État, la Sorbonne s’occupa de son affaire et confirma la sentence rendue contre sa doctrine. Il fallut céder. Les supérieurs de l’Oratoire, qui avaient discrètement servi de toute leur influence leur régent accusé, se virent contraints de l’abandonner en public dès qu’il eut été condamné, et l’exilèrent à Grenoble.
Comme les thomistes angevins avaient signalé, pour assurer le succès de leur entreprise, Lamy non seulement comme un damné cartésien, mais encore, ce qui devait être plus grave aux yeux de la cour, comme un factieux dont les discours tendaient à ruiner le principe de l’autorité royale, Lamy quitta Angers, le 8 décembre 1675, en laissant entre les mains du lieutenant général de la sénéchaussée une protestation contre la perfidie de ses dénonciateurs. Il y déclarait qu’il était plein de respect pour la monarchie héréditaire, qu’il tenait Louis XIV pour une véritable image de la Divinité, et qu’il voyait la main de Dieu même dans l’établissement et l’élection de MM. les lieutenants généraux de la sénéchaussée.
À Grenoble, Lamy trouva dans l’évêque de cette ville, le cardinal Le Camus, un protecteur éclairé. Les supérieurs de l’ordre, redoutant de le voir commettre quelque indiscrétion nouvelle, lui avaient interdit d’enseigner la philosophie. Mais le cardinal Le Camus les pria lui-même de révoquer cette interdiction, et, à sa demande, Lamy fut admis dans la chaire de philosophie du collège de Grenoble.
Lamy ne se contenta pas alors de professer : il publia des ouvrages, qui furent très favorablement accueillis et par les savants et par le public. Il s’abstint toutefois de traiter dans ses premiers écrits quelque question de logique, de métaphysique ou de politique : il n’y revint que plus tard, en l’année 1684, dans ses Entretiens sur les Sciences ; mais alors, comme pour rattraper le long silence qui lui avait été imposé, il mit au jour une enthousiaste apologie de Descartes, qu’il appela sans détour et sans mesure le plus grand de tous les philosophes, proposa de lui dresser un magnifique monument, et, jaloux d’y contribuer pour sa part en quelque chose, offrit des vers latins qui devaient être gravés sur le socle de la statue.
En cette même année 1684, il y eut à Grenoble un grand évènement : le ministre Vignes, abjurant la confession de Calvin, se convertit au catholicisme, et, dans un écrit qu’il rendit public, remercia Lamy d’avoir opéré sa conversion.
Deux ans après, Lamy fut rappelé à Paris, et fut placé dans le séminaire Saint-Magloire ; mais il n’y resta pas longtemps. Ayant violé un des statuts de sa congrégation en ne soumettant pas au général, le P. de Sainte-Marthe, un écrit d’ailleurs un peu libre, il fut exilé dans la ville de Rouen, en l’année 1689.
En rhétorique, il évoque, lors du débat sur l'ordre naturel des mots et son rapport à la logique formelle, dans son ouvrage La Rhétorique ou l'art de parler que les figures de style sont le langage particulier des passions. Finalement, la force de l'impression qu'elles exercent sur l'auditeur tient à leur capacité de subvertir l'ordre naturel des mots dans la phrase. C'est le cas pour Lamy de l'antithèse, de l'hyperbate, de la suspension, au détriment de l'exposition claire des idées.
En philosophie, il publia en 1675 un Art de parler qui exerça une certaine influence, notamment chez Jean-Jacques Rousseau. En mathématiques et physique, il publia un Traité de Mécanique en 1679, un Traité de la grandeur en général en 1680 et les Éléments de géométrie en 1685.

## Publications
- La Rhétorique ou l'art de parler, Paris, 1675 (l'ouvrage connut un vif succès et connut une vingtaine de rééditions)
- Traité de Mécanique, 1679 ;
- Traité de la grandeur en général, 1680 ;
- Les Éléments de géométrie, 1685 ;
- Apparatus ad Biblia Sacra, etc., Grenoble, 1687 ;
- Harmonia, sive Concordia quatuor Evangelistarum ;
- Apparatus Biblicus ;
- Défense de l’ancien sentiment de l’Église latine touchant l’office de sainte Madeleine, Rouen ; Paris, 1697.

## Source
- Ferdinand Hoefer, Nouvelle Biographie générale, t. 29-30, Paris, Firmin-Didot, 1862, p. 295.